# Feira de Mataderos
Espaço permanente para artesanato e divulgação cultural e popular do bairro de Mataderos. Foi criada em 1986.